# Abdallah Khalil
Sayyid Abdallah Khalil (àrab: عبد الله خليل, ʿAbd Allāh Ḫalīl) (Omdurman, 1988 – Khartum, 1970) fou un polític del Sudan i primer ministre del 5 de juliol de 1956 al 17 de novembre de 1958.
Era un general de l'exèrcit que es va retirar per formar part del Front Independentista (FI) el nom que van agafar l'Umma i els que li donaven suport que s'havien reagrupat després de la seva derrota electoral el 1953 i s'oposaven al Partit Nacional Unionista que exercia el poder en solitari. Una votació (4 de juliol de 1956) va fer caure al govern per 60 vots a 31 i l'endemà va formar govern Khalil, com a cap del Front Independentista (FI) va formar un govern d'àmplia coalició amb tots els partits abans a l'oposició i el nou Partit Democràtic Popular (escindit del partit al govern) amb un nombre de carteres proporcional als diputats que cadascun aportava.
El FI va participar en les primers eleccions legislatives de 27 de febrer a 8 de març de 1958 i va obtenir la majoria relativa (63 escons) i el 20 de març Khalil era confirmat com a primer ministre amb 103 vots dels 198 del parlament i el 26 va formar un govern de coalició amb 9 membres de l'Umma i 6 del Partit Democràtic Popular. Khalil anava perdent suport perquè s'inclinava per posicions pro-occidentals i favorable als Estats Units en contra d'Egipte. Fou enderrocat per un cop d'estat militar d'Ibrahim Abbud el 17 de novembre de 1958.